# Americanizzazione

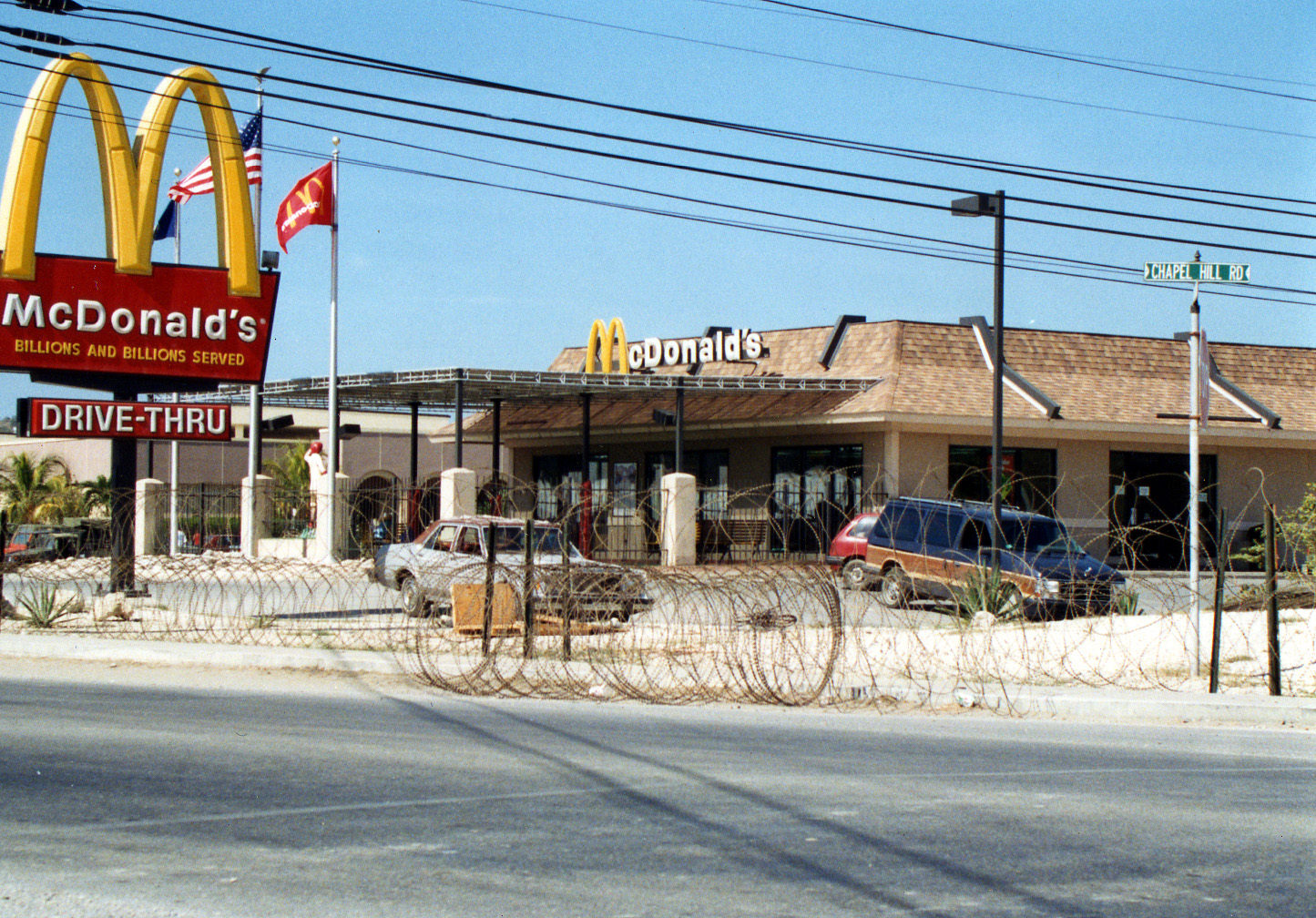
Ristorante della catena McDonald's presso la base navale di Guantánamo a Cuba

Americanizzazione è un termine sociologico che definisce l'aspetto dell'uniformazione della società ai modelli culturali e comportamentali degli Stati Uniti d'America.
Il sociologo George Ritzer l'ha definita più dettagliatamente come "propagazione di idee, usanze, modelli sociali, industria e capitale americani nel mondo". Secondo il sociologo statunitense l'americanizzazione opera automaticamente, senza subire arresti da parte di fenomeni opposti, come processi concorrenti (ad esempio la "nipponizzazione") o forze locali.
Un altro contributo al concetto generale fu fornito da Antonio Gramsci, che individuò come similari i concetti di americanizzazione e fordismo: con il sistema ispirato ad Henry Ford, il fondatore del Partito Comunista d'Italia e del quotidiano l'Unità intendeva un processo di combinazione tra taylorismo, tecnologia e cambiamenti culturali, che sfociavano in uno stile di vita raggiunto grazie alla produzione di massa.
In contrapposizione al multiculturalismo, che si riferisce a società in cui convivono culture differenti, l’americanizzazione appare ad una parte di studiosi come "proiezione delle ambizioni capitalistiche di nazioni, multinazionali ed organizzazioni, le cui forze motrici sono, per le aziende, una crescente redditività, per gli Stati, l'espansione ideologica mirata all'egemonia politica".
Il termine ha anche due applicazioni storiche precise: il primo riguarda la situazione storica negli Stati Uniti durante la prima guerra mondiale (primo grande conflitto internazionale per il Paese dopo le grandi ondate immigratorie del XIX secolo), periodo in cui l'euforia patriottica della popolazione fornì un forte incentivo alla assimilazione cosciente da parte delle varie minoranze linguistiche e culturali di origine europea; tra gli effetti più visibili, le varie lingue europee correntemente parlate nei quartieri e nelle comunità rurali (es. italiano, tedesco, ceco, polacco, ecc.) furono quasi totalmente soppiantate dall'uso vernacolare dell'inglese.
Il secondo significato storico riguarda la diffusione a livello internazionale di abitudini ed influenze di origine americana (le catene di ristorazione rapida ed economica come McDonald's, la musica leggera statunitense e i film di Hollywood, la progressiva sostituzione dell'acqua e degli alcolici da parte della Coca-Cola) successive alla seconda guerra mondiale e sporadicamente penetrata oltre la Cortina di ferro prima della caduta del Muro di Berlino ed egemonicamente dopo.

## Media e cultura popolare
Hollywood, l'industria cinematografica e televisiva americana, ha dominato sin dagli anni '10 la maggior parte dei mercati mediatici mondiali. È il mezzo principale attraverso cui le persone in tutto il mondo vedono le mode, i costumi, gli scenari e lo stile di vita americani. I principali studi cinematografici degli Stati Uniti sono la fonte primaria dei film di maggior successo commerciale e più venduti al mondo. I primi 50 film con i maggiori incassi di tutti i tempi sono stati tutti realizzati interamente o parzialmente negli Stati Uniti.
Versioni straniere di programmi televisivi americani vengono ritrasmesse in tutto il mondo, molte di esse attraverso emittenti americane e le loro sussidiarie (come HBO Asia, CNBC Europe e CNN International). Molti dei distributori trasmettono programmi americani sui loro canali televisivi. Nel 2006, un sondaggio di 20 paesi condotto da Radio Times ha rilevato sette programmi americani tra i dieci più visti.
Molti musicisti americani, come Elvis Presley e Michael Jackson, sono famosi in tutto il mondo e hanno venduto oltre 500 milioni di album ciascuno. L'album Thriller di Michael Jackson, con 100 milioni di vendite, è l'album più venduto di tutti i tempi a livello internazionale.
Dallo studio del vocabolario e dell'ortografia delle parole inglesi nei libri e nei tweet, l'inglese americano è più comune nelle comunità dell'Unione Europea rispetto all'inglese britannico. Questa tendenza è più evidente negli eventi successivi alla seconda guerra mondiale e alla fine dell'Unione Sovietica.

### Sport
La diffusione internazionale del baseball è dovuta in gran parte all'influenza storica americana sul resto del mondo; lo sport era visto come collegato alle imprese militari all'estero. Il desiderio di diffondere il baseball derivava in parte dai valori americani che si diceva trasmettesse, poiché alla fine del XIX secolo era identificato come di natura egualitaria. Ora è prevalente in alcune parti dell'America Latina e dell'Asia-Pacifico, essendo diventato parte integrante delle culture locali. 
Anche il basket e altri sport americani hanno avuto un ruolo nel diffondere l'influenza americana nel mondo. Inoltre, l'influenza degli Stati Uniti ha avuto un ruolo nell'elevare e modificare il ruolo dello sport in generale a livello globale, come nei Giochi olimpici.

## Business e marchi
Già nel 1900, alcuni osservatori vedevano l'"americanizzazione" come sinonimo di progresso e innovazione.
In Germania durante gli anni '20, il Sistema Bedaux era chiamato "razionalizzazione" ed era una potente forza sociale ed economica. In parte, guardava esplicitamente ai modelli americani, in particolare al fordismo.
Molte delle più grandi aziende del mondo, come Alphabet (Google), Amazon, AT&T, Apple, Coca-Cola, Disney, General Motors, McDonald's, Nike, Meta, Microsoft, Pepsi e Walmart, sono state fondate e hanno sede negli Stati Uniti. Delle 500 più grandi aziende del mondo, 124 hanno sede negli Stati Uniti.
Anche l'acquisto da parte di aziende statunitensi di società straniere viene considerato "americanizzazione".

## Istruzione

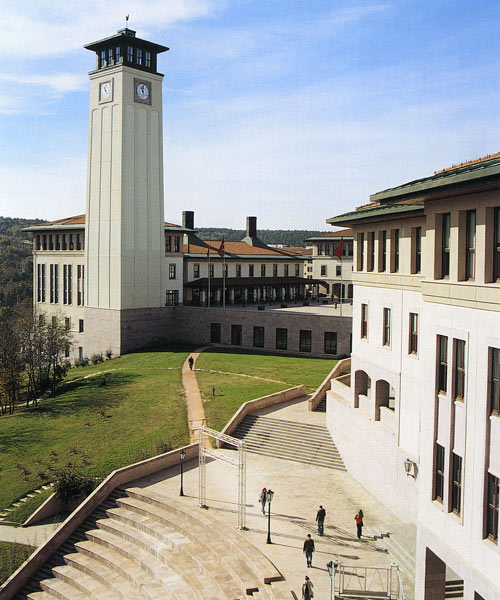
Koç Üniversitesi

Alcune università e scuole sono "americanizzate" (ossia basate sul modello americano), ad esempio la Koç Üniversitesi in Turchia, che ha anche una squadra di football americano.

## Preoccupazioni
Una nuova dimensione dell'antiamericanismo è la paura della pervasività della tecnologia Internet americana. L'americanizzazione è arrivata attraverso la tecnologia diffusa di Internet ad alta velocità e degli smartphone dal 2008, con una grande frazione delle nuove app e dell'hardware progettati nella Silicon Valley. In Europa, c'è una crescente preoccupazione per l'eccessiva americanizzazione attraverso Google, Facebook, Twitter, iPhone e Uber, tra molte altre società americane basate su Internet. I governi europei hanno espresso sempre più preoccupazione per le questioni di privacy, così come per le questioni antitrust e fiscali riguardanti i nuovi "giganti" americani. C'è il timore che stiano evadendo significativamente le tasse e pubblicando informazioni che potrebbero violare le leggi europee sulla privacy. The Wall Street Journal nel 2015 ha segnalato "profonde preoccupazioni nei più alti circoli politici europei sul potere delle società tecnologiche statunitensi".